# Chlidichthys chagosensis
Chlidichthys chagosensis är en fiskart som beskrevs av Gill och Edwards 2004. Chlidichthys chagosensis ingår i släktet Chlidichthys och familjen Pseudochromidae. Inga underarter finns listade i Catalogue of Life.